# Расширенная ответственность производителя

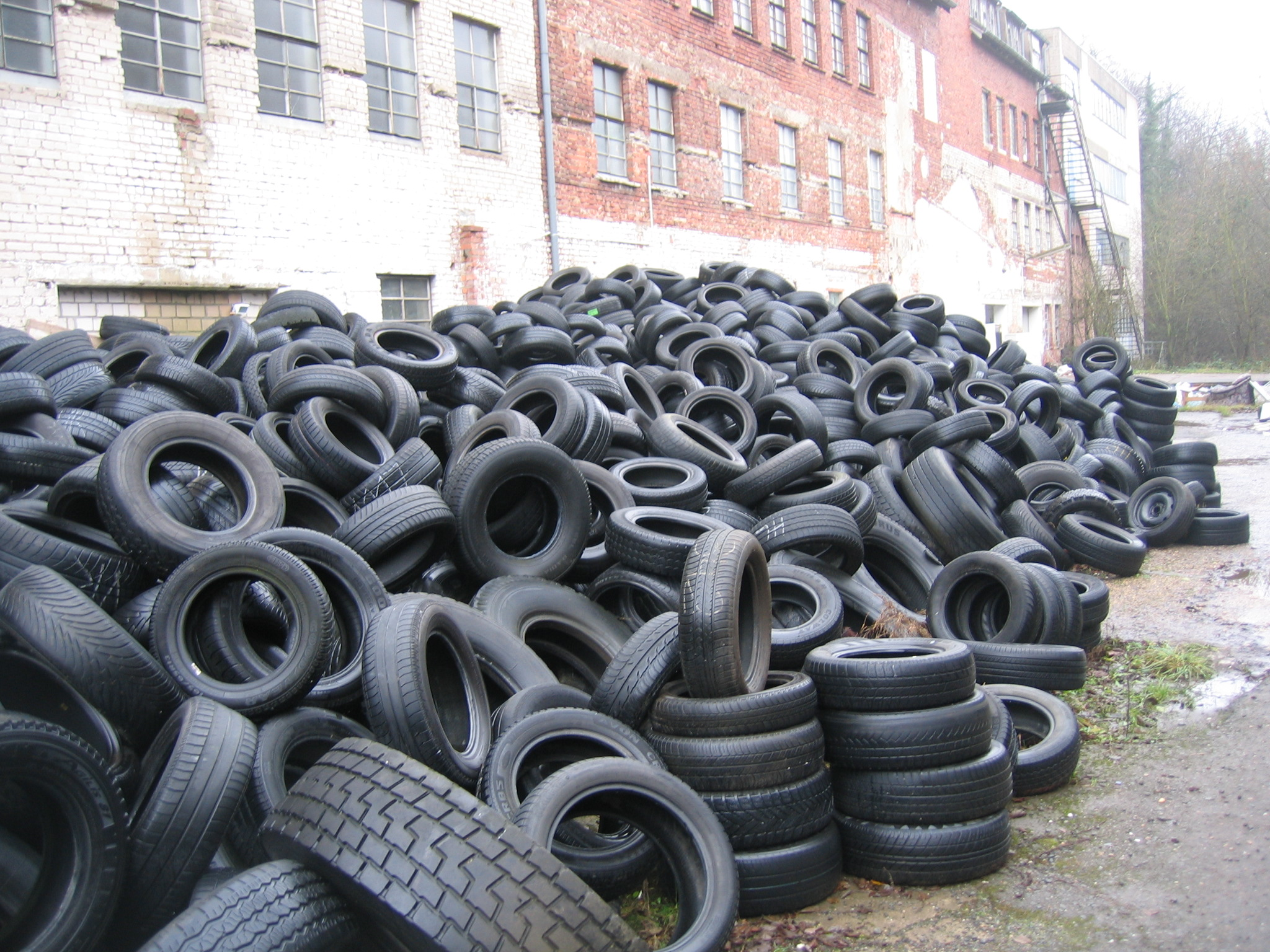
Шины — пример изделий, на которые распространяется расширенная ответственность производителей во многих промышленно развитых странах

Расширенная ответственность производителя (РОП) — механизм экономического регулирования, согласно которому производитель и импортёр товаров обязаны утилизировать произведенную или ввезенную ими на территорию страны продукцию в конце её жизненного цикла после утраты потребительских свойств. Для производителей (импортёров) товаров и упаковки устанавливается обязанность самостоятельно обеспечить норматив утилизации таких товаров после утраты ими потребительских свойств или уплату экологического сбора.
Впервые в мире механизм официально появился в Швеции и был представлен Томасом Линдквистом в отчёте Министерства окружающей среды Швеции за 1990 год. В последующих отчётах появилось определение термина РОП: «стратегия защиты окружающей среды, направленная на достижение экологической цели по снижению общего воздействия продукта на окружающую среду путем возложения на производителя продукта ответственности за цикл жизни продукта и особенно за его возврат, переработку и окончательную утилизацию». Итоговой целью этого механизма является уменьшение и постепенное сведение к нулю захоронения отходов в пользу переработки и вовлечения во вторичный оборот.
В России появилась в 2017 году в рамках стартовавшей в 2014 году реформы отрасли обращения с твердыми коммунальными отходами. Изменения в отрасли связаны с переходом от линейной экономики к экономике замкнутого цикла, которая предполагает возобновление используемых ресурсов и реализацию целей устойчивого развития ООН (ЦУР ООН). В России РОП регулируется Федеральным законом «Об отходах производства и потребления» от 24.06.1998 N 89-ФЗ.

## Законы об обращении с отходами от использования товаров в России
В ходе реформы отрасли обращения с ТКО в п.2 ст.3 Федерального закона «Об отходах производства и потребления» от 24.06.1998 N 89-ФЗ были закреплены основные направления государственной политики по обращению с отходами:
1. максимальное использование исходных сырья и материалов;
2. предотвращение образования отходов;
3. сокращение образования отходов и снижение класса опасности отходов в источниках их образования;
4. обработка отходов;
5. утилизация отходов;
6. обезвреживание отходов

В ст. 21 Закона 89-ФЗ «Об отходах производства и потребления» закреплены основные принципы экономического регулирования в области обращения с отходами:
1. уменьшение количества отходов и вовлечение их в хозяйственный оборот;
2. платность размещения отходов;
3. экономическое стимулирование деятельности в области обращения с отходами.

К стимулирующим мерам относятся:
1. расширенная ответственность производителей и импортёров;
2. запрет на захоронение отходов, содержащих полезные компоненты, подлежащих утилизации

В соответствии со ст. 24.2 89-ФЗ, Юридические лица и индивидуальные предприниматели, осуществляющие производство товаров на территории Российской Федерации (производители товаров), юридические лица и индивидуальные предприниматели, осуществляющие импорт товаров из третьих стран или ввоз товаров из государств — членов Евразийского экономического союза (импортёры товаров), обязаны обеспечивать выполнение установленных Правительством Российской Федерации нормативов утилизации.
Статья 24.2 предполагает, что производитель может исполнять РОП тремя способами:
1. самостоятельно утилизировать товары и упаковку в соответствии с экологическим законодательством путем организации собственных объектов по утилизации отходов при условии наличия лицензии на осуществление соответствующего вида деятельности, если наличие таковой требуется (исключение составляет только обработка и утилизация отходов V класса опасности);
2. путем заключения договоров с оператором по обращению с ТКО, региональным оператором, индивидуальным предпринимателем, юридическим лицом, осуществляющими утилизацию отходов от использования товаров;
3. путем уплаты экологического сбора

## Перечень товаров и упаковки товаров РОП в России
Перечень товаров и упаковки товаров, подлежащих утилизации после утраты ими потребительских свойств, утвержден распоряжением Правительства Российской Федерации от 28 декабря 2017 г. N 2970-р. Перечень содержит 54 группы отходов с определённым кодом продукции по Общероссийскому классификатору продукции по видам экономической деятельности ОК 034—2014 (КПЕС 2008).
Общероссийский классификатор продукции по видам экономической деятельности (ОКПД 2), разработанный Министерством экономического развития Российской Федерации, входит в состав национальной системы стандартизации Российской Федерации.

## Нормативы утилизации в России
Производитель или импортёр продукции обязан предоставить в Росприроднадзор акты утилизации, подтверждающие, что его товары в определенном количестве были утилизированы в соответствии с экологическим законодательством Российской Федерации.
Товаропроизводитель обязан предоставить в Росприроднадзор следующие документы:
1. Декларацию о товарах (информация о количестве выпущенной продукции на территории Российской Федерации за предыдущий год) ― до 1 апреля 2019 года;
2. Отчет о нормативах утилизации (данные о выполнении импортёром или производителем нормативов утилизации отходов) ― до 1 апреля 2019 года;
3. Расчет экологического сбора ― в срок до 15 апреля 2019 года.

Нормативы утилизации от использования товаров на 2018—2020 годы содержатся в Распоряжении Правительства РФ от 28 декабря 2017 г. N 2971-р. Запланировано ежегодное увеличение нормативов. Самые высокие установлены на самые легко извлекаемые и перерабатываемые фракции в России: (1) «бумага и картон гофрированные, тара из гофрированной бумаги и картона» (группа № 10) — 35 % в 2019 году и 45 % в 2020 году; (2) «упаковка из гофрированного картона» (группа № 50) — 35 % в 2019 году и 45 % в 2020 году.
Наиболее низкие нормативы (5 % в 2019 году и 10 % в 2020 году) установлены для следующих видов товаров:
- Группа № 1 «Изделия текстильные готовые (кроме одежды)»;
- Группа № 2 «Ковры и ковровые изделия»;
- Группа № 3 «Спецодежда»;
- Группа № 4 «Одежда верхняя прочая»;
- Группа № 5 «Белье нательное»;
- Группа № 6 «Одежда прочая и аксессуары»;
- Группа № 7 «Предметы одежды трикотажные и вязаные прочие»$
- Группа № 19 «Трубы, трубки, шланги, ленты конвейерные, бельтинг из вулканизированной резины»;
- Группа № 23 «Блоки дверные и оконные, пороги для дверей, ставни, жалюзи и аналогичные изделия пластмассовые»;
- Группа № 26 «Зеркала стеклянные»;
- Группа № 40 «Провода и кабели электронные и электрические прочие»;
- Группа № 54 «Упаковка из текстильных материалов»